# Jovtneve, Hlobîne
Jovtneve (în ucraineană Жовтневе) este un sat în comuna Oboznivka din raionul Hlobîne, regiunea Poltava, Ucraina.

## Demografie
Componența lingvistică a localității Jovtneve
     Ucraineană (94,97%)
     Rusă (4,38%)
     Alte limbi (0,66%)
Conform recensământului din 2001, majoritatea populației localității Jovtneve era vorbitoare de ucraineană (94,97%), existând în minoritate și vorbitori de rusă (4,38%).